# Santi Giuseppe e Orsola
Santi Giuseppe e Orsola är en dekonsekrerad kyrkobyggnad i Rom, helgad åt de heliga Josef och Ursula. Kyrkan är belägen vid Via Vittoria i Rione Campo Marzio. Sedan slutet av 1800-talet tillhör kyrkan Accademia Nazionale di Santa Cecilia.

## Kyrkans historia
På initiativ av adelsdamerna Camilla Orsini Borghese (1603–1685) och Laura Maninozzi d'Este grundades år 1684 på denna plats ett kloster och en kyrka för ursulinernunnor. Nunnorna tog sig an medellösa flickor, vilka de fostrade och undervisade. Hela komplexet byggdes om under påve Benedikt XIV (1740–1758) efter ritningar av Mauro Fontana (1701–1767), en släkting till Carlo Fontana. En restaurering företogs år 1760 under påve Clemens XIII samt år 1779 under ledning av Pietro Camporese den äldre.

## Kyrkans exteriör
Fasaden har korintiska pilastrar i kolossalordning samt ett krönande triangulärt pediment. Ovanför portalen med dess segmentbågeformade pediment sitter ett lynettfönster.

## Kyrkans interiör
Interiören är rikt stuckutsmyckad, men är helt omgjord och absiden utgör numera en scen för musikakademien. Av freskerna, utförda av Andrea Pozzo, assisterad av eleven Antonio Colli, återstår ingenting. I det forna refektoriet, numera musikakademiens bibliotek, finns emellertid ännu fresker från 1700-talet.
Kyrkans takfresk framställde Den heliga Ursulas och hennes följeslagares martyrium och högaltarmålningen visade den helige Josef. Kyrkan hade två sidokapell: det högra var invigt åt den helige Ignatius av Loyola, medan det vänstra var invigt åt den helige Augustinus.